# Felice Sismondo
Felice Gioacchino Sismondo, in alcune fonti Giovacchino (Costigliole d'Asti, 2 aprile 1836 – Asti, 21 agosto 1912), è stato un militare e politico italiano.

## Biografia
Laureato in legge nel 1859 alla professione di avvocato o magistrato preferisce la carriera militare. Ammesso all'accademia di Torino nello stesso anno prende parte come soldato semplice alla seconda guerra d'indipendenza combattendo a Montebello e Palestro. Nel 1860, raggiunto il grado di sergente, prende parte alla campagna piemontese in Italia centrale. Comandato in seguito alla repressione del brigantaggio nel 1866, promosso nel frattempo capitano, viene decorato di medaglia d'argento per il valore dimostrato nella Battaglia di Custoza, che da inizio alle manovre offensive della Terza guerra d'indipendenza sulla terraferma e che vede la sconfitta delle truppe italiane. Completata l'unificazione italiana viene destinato all'insegnamento dell'arte militare alla Scuola di Guerra, dove rimane dal 1870 al 1885, quando viene destinato al comando del 5º reggimento Bersaglieri di stanza a Torino. Decorato per i servizi resi nell'epidemia di colera del 1884 dal 1898 è giudice al tribunale supremo di guerra, dal 1900 al 1904 è comandante generale dell'arma dei Carabinieri.